# Bacanora, Sonora
Bacanora este o municipalitate din statul Sonora din Mexic.